# Cliternia Frentana
Cliternia (Frentana) era una città italica, di incerta localizzazione.

## Storia
Città iapigia, poi frentana e infine romana, che nella divisione amministrativa di Augusto viene inclusa nella Daunia, della cui precisa ubicazione gli storici antichi e moderni fanno diverse congetture, ma concordano però sul fatto che l'area dove sorgeva viene ad essere circoscritta dai fiumi Fortore e Biferno e la città di Larino e il mare Adriatico. Secondo il Tria essa era situata nei pressi del torrente Saccione. Durante la seconda guerra punica, insieme ad altre città frentane, venne saccheggiata da Annibale. Distrutta dai Goti nel 495 d.C., tesi corroborata anche da quanto riferito dall'abate Polidori, venne ricostruita probabilmente più verso l'entroterra. Nel 947 stessa sorte subì la nuova città, riferita "nella cronica inedita di S. Stefano in rivo maris" con il nome di Cliternia di Diomede, ad opera questa volta degli Ungari, dalle cui ceneri sorse poi Cliterniano, quasi nello stesso luogo (« eodem poene situ, sed amplitudine, et conditione valde dispari ») che, dopo aver subito i danni della peste, nel 1125 venne raso al suolo dal forte terremoto, riportato nel Chronicon di Falcone Beneventano, nel quale perirono quasi tutti gli abitanti.

### Mito ed etimo
Le origini della città, per gli storici antichi e moderni, sfuma nel mito, così che l'abate Pollidori attribuisce alla città di Cliternia origini greche, fondata da Ercole mentre si trovava di passaggio in Italia con i buoi di Gerione. 
Il Romanelli, rifacendosi a ipotesi di Strabone, e l'anonimo della Chronicon apocrifo del Monastero di Santo Stefano in Rivo Maris riportano come fondatore il re d'Etolia Diomede.
Il nome era comune ad altre città italiche con alcune delle quali spesso veniva confusa, come la Cliternia degli Equicoli e dei Marsi. C'era anche una Cliternia nella Gallia Cispadana. 
Per quanto concerne l'etimo c'è chi, come Nicola Corcia, lo fa derivare dal greco dalle parole Cliter e Ernos, avendo una qualche attinenza con il nome del fiume Cliturno. l'etimologia arcadica Cliter starebbe a significare "declivio".
Però, considerato il fatto che i greci sembra non si siano spinti fino a queste zone, Luigi Sassi ipotizza che l'etimo sia da ricercarsi nella lingua osco-umbra, dove il termine Cletra o Clitra significa "ontano" e, poiché la regione del Biferno era antichissimamente ricca di alberi e querce, la nostra Cliternia avrebbe avuto la sua denominazione da Cletra con suffisso ern, in quanto le terminazioni ern e arn  qualificano luoghi nei pressi di sorgenti e di acque di fiumi.

## Sito
Del luogo preciso in cui era situata la Cliternia dei Frentani, e di quello delle altre due ricostruzioni successive (Cliternia nuova e Cliterniano), di cui parlano le fonti storiche, non se ne sa nulla. La zona costiera ha subito inoltre un graduale, lento, ma inesorabile insabbiamento e, se ci fosse stata una Cliternia marittima, attualmente essa giacerebbe nell'entroterra, abbastanza distante dal mare.

Plinio, nel suo itinerario che va da sud a nord, situa Cliternia subito dopo il fiume Tiferno, ovvero sulla sua sponda sinistra. Mela, invece, facendo l'itinerario all'inverso, da settentrione a mezzogiorno, pone Cliternia immediatamente dopo il Tiferno, sulla sua sponda destra.
Il Cluverio, in sintonia con Plinio e Pomponio Mela, identificava il sito di Cliternia, avendo rinvenuto abbondanti ruderi ivi disseminati, presso Campomarino; congettura questa insostenibile, secondo il Romanelli, ancor più perché a quei tempi il tratto indicato era occupato dal mare. Dello stesso parere del Cluverio sono Mommsen e altri storici come Garucci e Domenico de Guidobaldi. La "legge concomitante lo stabilimento e la distribuzione dei cantoni del Sangro" emanata nel 1799 da Championnet avvalora ancor più questa ipotesi. Il Romanelli ipotizza che Cliternia corrispondesse alla Corneli dell'Itinerario antonino, ma il Corcia ne ravvisa l'improbabilità a causa della distanza enorme da Larino (26 miglia) dalla quale dipendeva. 
Cliternia non risulta ad ogni modo menzionata né nella Tabula Peutingeriana né negli Itinerari romani né in Strabone.

Ma in genere le fonti storiche sono alquanto vaghe nell'individuarne il sito con precisione, a volte sono discordi nell'attribuirne l'appartenenza ai Frentani oppure ai Dauni. La si confonde talvolta con la Cliternia equicola, posta da tutt'altra parte e appartenente ad un altro popolo italico: gli Equi.

Sebbene non si possa deciderne l'ubicazione esatta, almeno una cosa certa quasi tutti gli studiosi e le fonti antiche confermano, e cioè che Cliternia si trovasse, in un modo o nell'altro, situata in un'area compresa tra il Fortore e il Biferno, e tra Larino e il mare Adriatico, possibilmente molto più verso il Saccione e il mare.

## Appartenenza
Plinio e Pomponio Mela situano il fiume Biferno e le città di Cliternia e Larino nel territorio dei Dauni. Ciò è dovuto al fatto che essi si rifanno alla nuova amministrazione attuata da Augusto, che toglie al territorio dei Frentani una porzione di territorio che va dal Fortore al Biferno, a Sud, e un'altra adiacente alla riva destra dell'Aterno-Pescara, a Nord.
Il Tria vuole Cliternia appartenente alla divisione amministrativa di Larino, che certamente godeva, almeno al tempo dei Romani, della municipalità.
Insieme ad Usconium, Gerione e Arx Calene, Cliternia faceva parte dell'esteso agro di Larinum, che gli storici Polibio, Cesare e Livio distinguevano dal resto della Frentania, tanto che "il Cluverio, appoggiandosi all'autorità di questi scrittori, non ebbe alcun dubbio di affermare che la confederazione dei frentani-larinati si estendeva dal Tiferno al Frento e dai monti di Arx Calene al Mare".
Prima che il territorio larinate fosse conquistato dai romani, tale confederazione, insieme al resto dei frentani, con Caraceni, Caudini, Irpini e Pentri, faceva parte della più grande federazione sannita.